# سینسیو (بازیکن فوتبال)
سینسیو (به پرتغالی: Sidney Colônia Cunha) هافبک اهل برزیل است که در شهر رودخانه ریوگرانده و در تاریخ ۲۸ ژوئن ۱۹۳۵ به دنیا آمده‌است.
سینسیو در تیم‌های فوتبال Renner، باشگاه ورزشی اینترناسیونال سابقهٔ حضور دارد.